# Scisto
Il termine scisto nella moderna petrografia indica una roccia metamorfica a grana medio-grossa caratterizzata da una tessitura scistosa abbastanza marcata, cioè tendente a sfaldarsi facilmente in lastre sottili. Lo scisto è il risultato della trasformazione di argilla sottoposta ad alte pressioni e temperature nelle quali i cristalli micacei (che rappresentano generalmente circa il 50% dello scisto) si ordinano in una direzione precisa creando delle falde dette appunto piani di scistosità.
Altri minerali che compaiono spesso negli scisti sono il quarzo ed i feldspati.
Lo scisto può essere di vari tipi a seconda della presenza più o meno marcata di vari minerali: 
- scisti bianchi: a causa della colorazione chiara dovuta alla presenza di talco e calcite;
- scisti cristallini;
- scisti verdi;
- scisti blu.

Il termine è spesso usato in contrapposizione a gneiss, altra roccia metamorfica la cui scistosità è invece poco accennata.

## Etimologia
Il termine deriva dal greco σχιστός (scisso), con riferimento alla fratturazione lungo i piani di foliazione.

## Terminologie storiche
In passato, approssimativamente fino all'inizio del XX secolo, con il termine scisto, talvolta anche scritto "schisto" in base all'etimologia, venivano indicate tutte quelle rocce aventi una marcata fissilità, ossia la capacità di sfaldarsi in lamine secondo piani ben definiti, includendo quindi in questo termine rocce come le ardesie e le argilliti.
Nell'uso, sono rimaste le terminologie storiche di "Scisto bituminoso" indicante una roccia sedimentaria con impregnazioni di bitume, ma termine sempre meno usato e sostituito dai più specifici "argille bituminose" o "sabbie bituminose", a seconda della litologia, e "scisto ittiolitico" indicante un calcare marnoso, sempre associato a sostanze bituminose, con cui viene prodotto l'ittiolo (il nome deriva dalla presenza abbondante di pesci fossili negli strati associati).
Nella petrofisica degli invasi detritici, con il termine scisto vengono indicati quei livelli ricchi o composti esclusivamente da sedimenti fini, argillosi, con scarsa o nulla porosità efficace, permeabilità al di sotto dei limiti di economicità, in contrapposizione al termine "poroso" con cui si indicano i livelli composti da sedimento clastico con buona porosità e permeabilità.